# 네스토리우스파
네스토리우스파(Nestorianism) 또는 경교(景敎)는 콘스탄티노폴리스 총대주교 네스토리우스(?년 ∼ 451?년)를 시조로 하는 기독교의 일파를 말한다. 아시리아 동방교회로 소급된다.

## 교의
그리스도의 위격은 하나가 아니며, 신격과 인격이라는 두 개의 성격으로 분리 구별된다고 보았다(이성설二性說). 이것은 구세주(그리스도)의 신격은 예수의 복음서에 깃들고 인격은 사라진 육신 안에 있음을 의미한다는 것이다. 이 경우 인성으로써 예수를 낳은 성모 마리아에게는 하느님의 어머니(테오토코스, Θεοτοκος)라는 호칭을 사용할 수 없다고 주장하였고, 결국 431년 에페소스 공의회에서 이단으로 판정된 네스토리우스는 면직 파문되어 리비아로 추방되었다.

## 역사

### 개요

#### 그리스도론 논쟁
알렉산드리아 학파 출신의 알렉산드리아 총대주교 키릴로스와 안티오키아 학파 출신의 콘스탄티누폴리스 총대주교 네스토리우스 사이의 갈등에서 시작되었다. 네스토리우스는 그때까지 고대 교부(敎父)들이 마리아에 대해 사용하던 칭호 테오도코스(Θεοτοκος : 테오스 곧 하느님θεος을 낳은 자τοκος)를 부정하고, 마리아는 크리스토토코스(Χριστοτόκος : 크리스토스 곧 그리스도 Χριστος을 낳은 자 τοκος)라고 주장하였다. 그 이유는 예수는 신성과 인성이라는 두 개의 위격(휘포스타시스, υποστασις)이지만, 마리아는 어디까지나 인간적 위격(인격)을 낳았을 뿐이라는 것이었다. 반면 키릴로스는 그리스도의 본성(피시스, φυσις)은 신성과 인성으로 구별되지만 위격로서는 유일하다(위격적 연합, Hypostatic Union, ένωσις καθ΄ υπόστασιν)며 반박했다.

#### 에페소 공의회
네스토리우스는 에페소 또는 에베소 공의회에 참석을 거부했고, 네스토리우스가 에페소 공의회에서 파문된 뒤 네스토리우스파 기독교는 498년에 크테시폰 셀레우키아(Seleucia)에 새로운 총대주교를 세웠다. 7세기 중기까지 페르시아 일대의 네스토리우스파 기독교 곧 경교에 대해서는 《시일토 연대기》에 상세하게 나와있다. 현재는 이라크 북부의 아시리아 지역에 산재하고 있으며 미국과 호주 이민자를 중심으로 신도가 존재하고 있다.

#### 가톨릭으로의 복귀
네스토리우스파 교회인 아시리아 동방교회(정교회와는 별개의 계통)의 일부는 1553년에 가톨릭교회로 돌아와(Sulaqa) 칼데아 전례 가톨릭 교회(동방귀일교회, 동방전례 가톨릭 교회의 하나)라 불리게 되었다. 아시리아 동방교회와 칼데아 가톨릭교회는 현재도 서아시아의 아시리아(현재 이라크 북부)에서 활동하고 있다.
1990년 10월 18일 교황 요한 바오로 2세는 동방 기독교 교계의 동방 가톨릭교회들을 위한 교회법전인 《동방 교회들의 교회법전》(Codex Canonum Ecclesiarum Orientalium; CCEO)을 교령으로 선포하였다.

### 동방 기독교

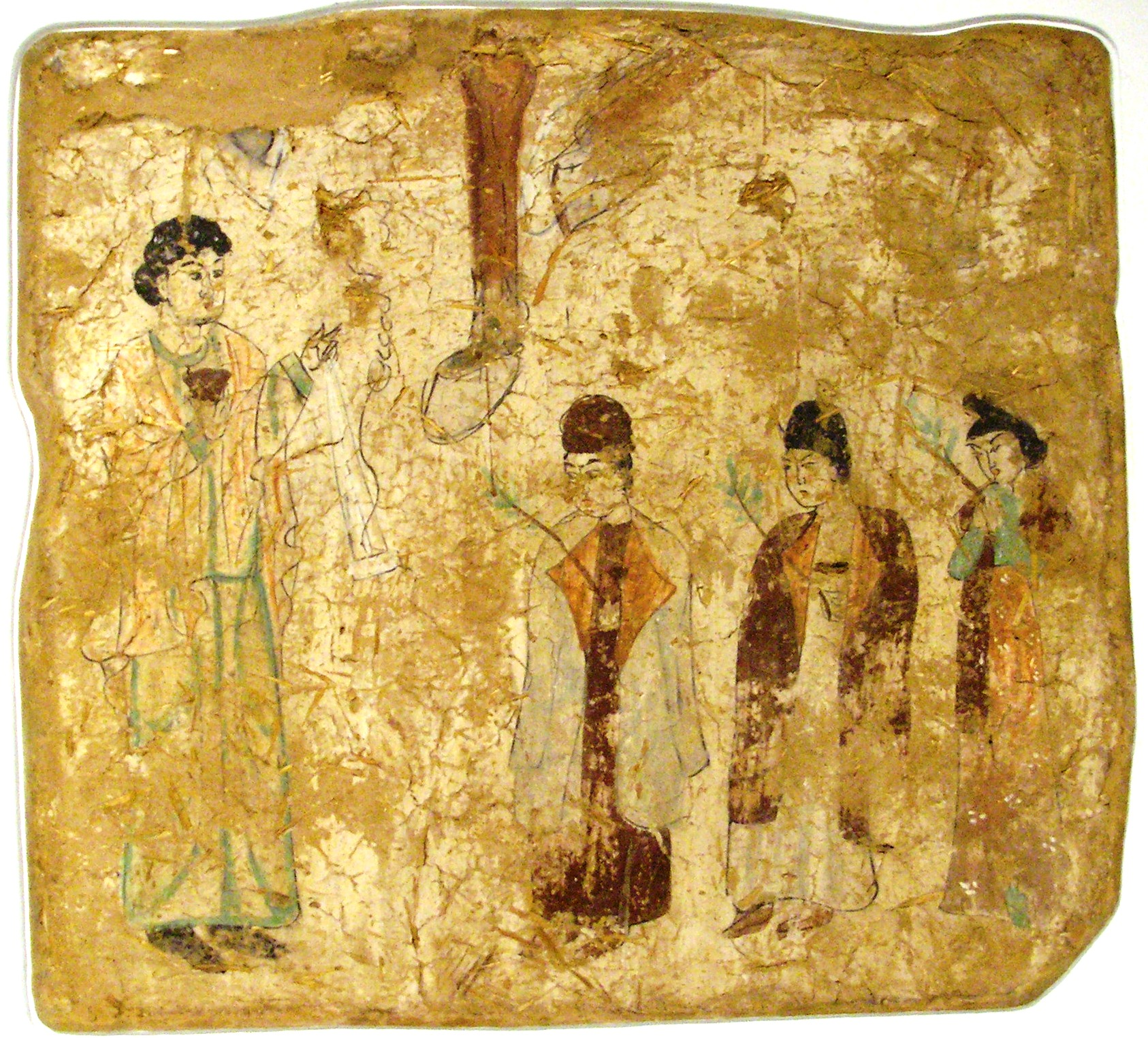
7～8세기경 중국에 전래된 경교의 전례(성지주일을 묘사한 것)

네스토리우스의 신학은 424년경부터 이집트, 시리아, 팔레스티나 지방 및 인도까지도 전파되었다.

#### 경교라 불리다
당 태종 때인 7세기에는 중국 대륙에도 전래되었다. 페르시아인 경교 사제인 「아라본」(阿羅本) 등에 의해 전래된 네스토리우스교는 경교(景敎)라 불렸고, 경교 교회를 페르시아 교회라는 뜻인 파사사(波斯寺)라고도 불렀다. 경교라는 이름은 중국어로 빛의 신앙이라는 의미가 있으며, 당 현종(玄宗) 때에는 경교 교회인 파사사는 대진사(大秦寺)라 개칭하고, 각지에 교회를 건립하여 교세를 제법 떨쳤다고 전해진다.

#### 탄압으로 소멸하다
초기 당 조정은 황족을 포함한 지배계급에 북방 유목민족(선비, 흉노)요소가 농후하였고 경교, 불교 등의 비(非)중화종교에 대해서도 너그러움을 보였으며 그들의 신앙은 너그러움과 보호를 받으며 2백 년 동안 번성하였다. 그러나 당 말기 왕조를 전통적인 중화 왕조의 위치를 굳건히 하게 된 뒤 탄압으로 소멸하였다(참고: 회창의 폐불).

#### 원나라 시대
몽골 제국의 원(元) 왕조 치하에서는 경교가 허락되어 기독교 신자와 교회가 증가하였고 그때는 복음을 따르는 무리라는 뜻의 예르게운(야리가온)이라 불리었다. 몽골 제국을 구성하게 될 몇몇 북방 유목민들에게도 포교되어 칭기즈 칸 계통의 일부 가계나 이들과 사돈 관계에 있는 몽골 제국의 정치적 중추를 구성하는 일족으로서 경교를 열심히 믿는 유목 집단이 많았다. 그래서 전 시대에 일시 중국 본토에서도 부활하게 됐다. 다만, 몽골 제국이 붕괴된 뒤, 제국의 중추를 구성하고 있던 여러 유목 집단은 서쪽에서는 이슬람과 터키계 언어를 수용하여 튀르크(터키인)을 자칭하게 되고, 동방에서는 티베트 불교를 신앙해 몽골어 계통의 언어를 유지한 몽골을 자칭하는 세력과 오이라트를 칭하는 세력의 양대 세력으로 나뉘며, 네스토리우스파 기독교 곧 경교를 믿던 유목 집단은 그 사이에서 매몰, 소멸하고 말았다.

### 한반도 전래설
한반도에서는 당(唐)과 빈번한 문화적 교류를 가졌던 남북국 시대인 8~9세기 경 발해와 신라에 경교가 전래되었을 가능성이 제기되었다. 이러한 주장은 '돌십자가', '십자무늬장식' 등 경교와 관련된 것으로 추정되는 유물의 발견에 근거하고 있다.

## 같이 보기
- 아시리아 동방교회

## 참고 문헌
- 이 문서에는 다음커뮤니케이션(현 카카오)에서 GFDL 또는 CC-SA 라이선스로 배포한 글로벌 세계대백과사전의 내용을 기초로 작성된 글이 포함되어 있습니다.